# Harald Mors

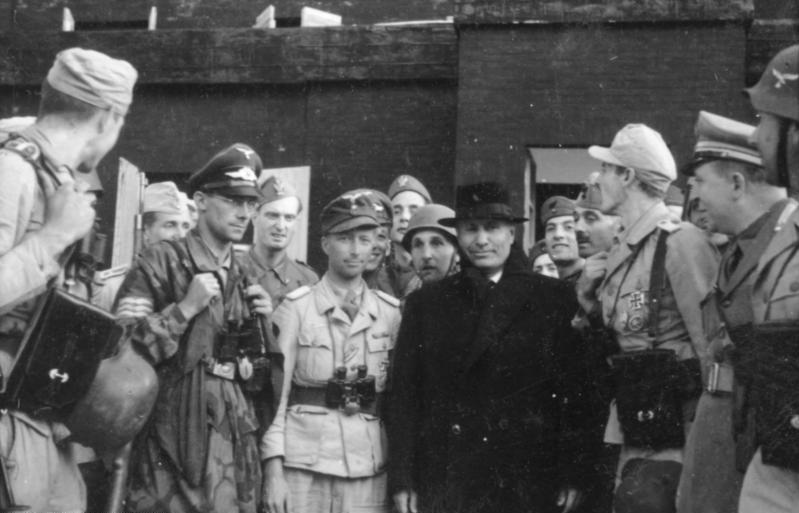
Harald Mors (helle Uniform, mit Fernglas) links neben Mussolini. Campo Imperatore, 12. September 1943

Harald-Otto Mors, auch Otto-Harald Mors (* 18. November 1910 in Alexandria, Ägypten; † 11. Februar 2001 in Berg) war ein deutscher Offizier in der Wehrmacht und in der Bundeswehr. Mors kommandierte das Fallschirmjäger-Lehrbataillon, das die Befreiung von Mussolini im September 1943 mit dem „Unternehmen Eiche“ durchführte.

## Herkunft
Die Familie Mors stammt aus Baden und stellte seit dem 17. Jahrhundert deutsche Offiziere und Staatsbeamte. Der Vater von Harald Mors, Robert Mors, war Polizeipräfekt von Abbas II., dem Khediven von Ägypten. Seine Mutter stammte aus dem schweizerischen Lausanne.

## Leben

### Bis 1945
Bei Ausbruch des Ersten Weltkriegs flüchtete Mors' Mutter, um der Internierung zu entgehen, mit der Familie aus Ägypten in die Schweiz. 1922 zog die Familie nach Berlin.
Mit 18 Jahren sammelte Harald Mors erste Flugerfahrungen auf Segelflugzeugen, trat als Offizieranwärter in die Reichswehr ein und besuchte die Kriegsschule in Dresden. 1934 wurde er Leutnant der Lufthansa und im folgenden Jahr der Luftwaffe. In der Familie stand man jedoch dem Nationalsozialismus kritisch gegenüber: Harald Mors' Vater wurde von der Gestapo überwacht. Er selbst galt als politisch unzuverlässig, weshalb seine Beförderung zum Hauptmann ausgesetzt wurde.
Mors trat 1940 in die Fallschirmjägertruppe ein und nahm an der Schlacht um Kreta teil. Er kommandierte später eines der Bataillone der 2. Division und diente an der Ostfront.
1943 wurde er als Major an die Spitze des Fallschirmjäger-Lehrbataillons nach Italien versetzt. Nach der Entwaffnung einer italienischen Division beim Nemisee führte er auf Befehl des Generals Kurt Student das „Unternehmen Eiche“ unter Beteiligung von knapp 20 Männern der Waffen-SS sowie des SS-Hauptsturmführers Otto Skorzeny zur Befreiung des auf dem Gran Sasso gefangenen italienischen Diktators Mussolini zum erfolgreichen Abschluss. Nach seiner Rückkehr zur Basis am Nemisee wurde er von General Student mit dem Deutschen Kreuz in Gold ausgezeichnet. Die NS-Propaganda stellte hingegen die Rolle Skorzenys und seiner SS-Leute bei dieser Aktion stark in den Vordergrund und schrieb ihnen die Befreiung zu.
Bis Januar 1944 war Mors Offizier im Generalstab, worauf er wieder an die russische Front versetzt wurde. Gegen Kriegsende wurde er zum leitenden Inspektor der Fallschirmjäger-Offiziersschule von Goslar ernannt. Im März 1945 war er Offizier im Generalstab der 3. Division. Er geriet im Ruhrkessel in Kriegsgefangenschaft, aus der er im September desselben Jahres entlassen wurde.

### Nach 1945
Die ersten Nachkriegsjahre verbrachte Mors in Ulm. Nach dem Aufbau der Bundeswehr trat er wieder in militärische Dienste. 1956 wurde er dem Geheimdienst der NATO zugewiesen. 1961 wurde er zum Obersten ernannt und versah seinen letzten Einsatz in Madrid. 1965 nahm er seinen Abschied, zog sich in sein Haus am Starnberger See zurück und verfasste eine Familiengeschichte, die mit der Biographie seines Vaters endet und seinen eigenen Beitrag zur Befreiung Mussolinis unerwähnt lässt.

## Auszeichnungen
- Fallschirmschützenabzeichen der Luftwaffe
- Eisernes Kreuz (1939) II. und I. Klasse
- Deutsches Kreuz in Gold 1943